# Hypoponera dideroti
Hypoponera dideroti är en myrart som först beskrevs av Auguste-Henri Forel 1913.  Hypoponera dideroti ingår i släktet Hypoponera och familjen myror. Inga underarter finns listade i Catalogue of Life.